# Oi FM Fortaleza
Oi FM Fortaleza foi uma emissora de rádio brasileira sediada em Fortaleza, capital do estado do Ceará. Operava no dial FM, na frequência 101,7 MHz, e era afiliada à Oi FM, controlada pelo grupo de telecomunicações homônimo. Inaugurada em 1988 sob o nome Casablanca FM, inicialmente era voltada para o público adulto de classe alta, modificando seu estilo conforme o passar do tempo, influenciada pelas demais emissoras de rádio locais da época.

## História
Lançada em 29 de janeiro de 1988 operando nos 101,7 MHz, a Casablanca FM foi resultado de uma sociedade formada pelo então deputado federal pelo Ceará Carlos Benevides e pelos empresários Emílio Ary Filho, Paulo e Pedro Jorge Jereissati Ary. A emissora nasceu em um período em que não haviam emissoras voltadas para o público de classe alta em Fortaleza, ouvinte de músicas do estilo adulto-contemporâneo, sendo a primeira iniciativa neste estilo da Verdes Mares FM, que rapidamente mudou seu formato para agradar a audiência jovem da FM do Povo. O diretor artístico da emissora José Américo de Souza foi o responsável por implantar na grade programas ecléticos voltados à classe A. A grade também abria espaço para o jornalismo, com notícias de economia, política e turismo. Anteriormente, Américo de Souza havia sido contratado para implantar o estilo adulto na Atlântico Sul FM. A programação da Casablanca foi aprovada pelo público elitista, contribuindo para seu faturamento comercial.
Em 1989, a rádio passou por sua primeira reformulação, aderindo a uma programação jovem, inspirada nos bailes e festas promovidas na cidade pelas rádios do mesmo estilo, mantendo, porém, parte de sua estética original. A partir de 1996, a Casablanca é arrendada para o empresário Emanuel Gurgel. Naquele momento, não veiculava programação ou espaços comerciais, somente executando as músicas das bandas do empresário, bem como divulgando seus respectivos shows. Com o fim do arrendamento, em 1997, a emissora inicia a retransmissão da Meio Norte FM, que durou até o ano seguinte com a afiliação à Brasil Sat, outro projeto de rede do Grupo Meio Norte. Os locutores da Casablanca FM seguiram Gurgel, que se torna arrendatário da Capital FM, inaugurando a Rede SomZoom Sat em 1.º de junho de 1997.
Em 2001, a rádio, agora administrada pela D&E Entretenimento, passa por mudanças de nome. Inicialmente, ganhou o nome de Alegria FM e posteriormente se afiliou à Rede Melodia. No mesmo ano, passou a se chamar Estação 101, sendo afiliada à Rede Estação Sat. Esta última parceria durou até 2005, quando a emissora foi adquirida pela Oi, compondo a rede de afiliadas da Oi FM, sendo renomeada como Oi FM Fortaleza.
Devido à redução de verba que a empresa destinava à área de mídia e comunicação, a Oi FM Fortaleza foi encerrada em 1.º de julho de 2010. Após seu fim, passou a executar apenas músicas adulto-contemporâneas, gênero que era adotado anteriormente. A rádio ficou sem identificação até dezembro, quando foi confirmada a estreia da Beach Park FM, emissora do grupo de mesmo nome, para janeiro de 2011, substituindo-a oficialmente no dial no primeiro dia do ano.